# Chloe-Beth Morgan
 (mai 2011).
Si vous disposez d'ouvrages ou d'articles de référence ou si vous connaissez des sites web de qualité traitant du thème abordé ici, merci de compléter l'article en donnant les références utiles à sa vérifiabilité et en les liant à la section « Notes et références ».
Chloe-Beth Morgan est une Miss galloise née le 7 août 1986. Elle a remporté le titre de Miss Univers Royaume-Uni 2011, le 1er mai. Elle succède à Tara Hoyos-Martinez, Miss Univers Royaume-Uni 2010.

## Biographie
Elle est Miss Pays de Galles 2009 et devient première dauphine à l'élection de Miss International 2009.
Chloe possède un diplôme national avec une distinction dans le théâtre musical et est qualifiée comme instructrice de fitness.